# Entyloma
Entyloma is een geslacht van brandschimmels van de familie Entylomataceae. Het geslacht is voor het eerst in 1874 beschreven door Anton de Bary. In 2023 bevatte het geslacht 223 soorten. De anamorfe vorm van Entyloma is Entylomella.
Entyloma komt over de hele wereld voor op dicotylen.

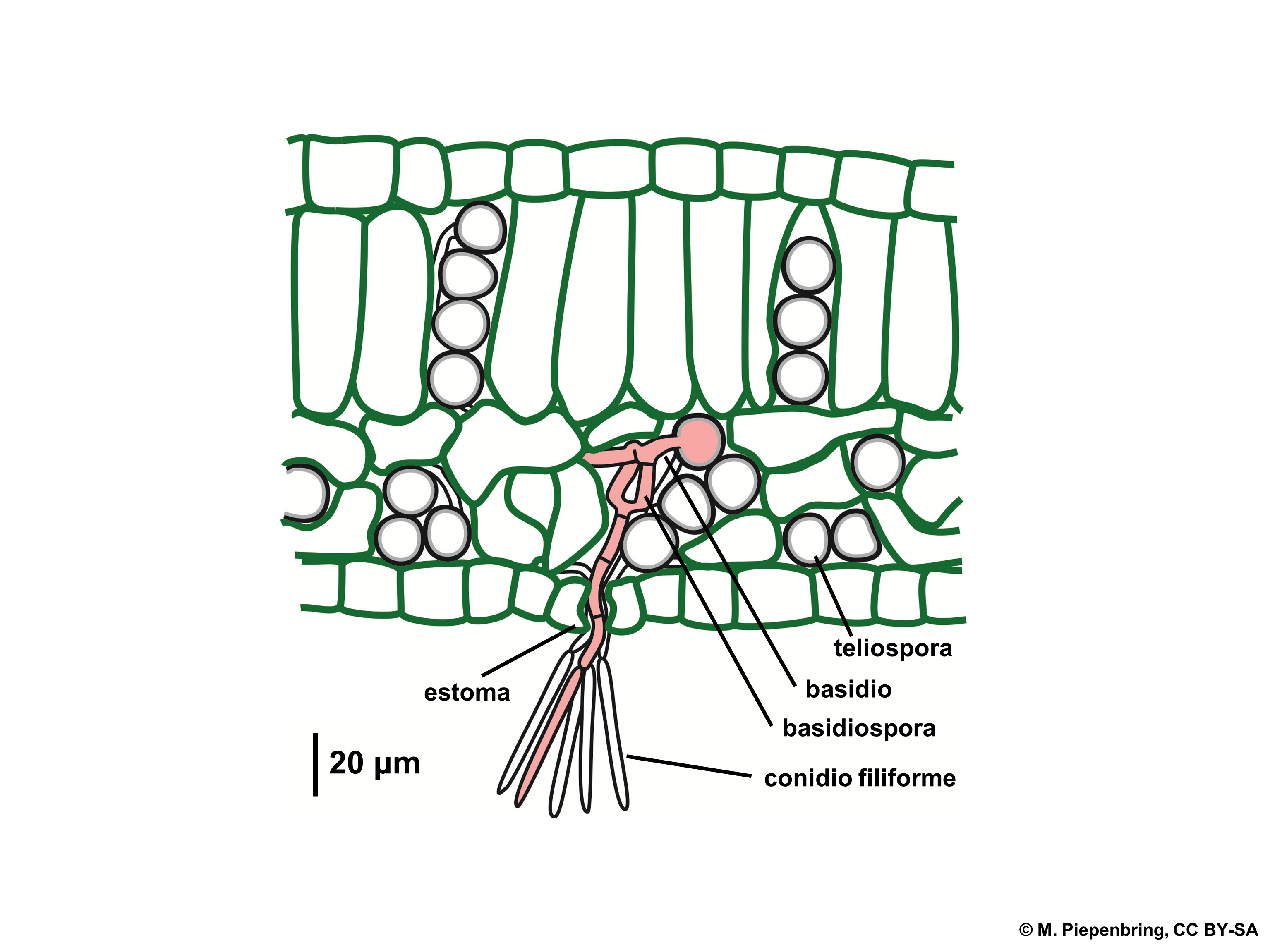
Entyloma sp. (estoma=huidmondje)
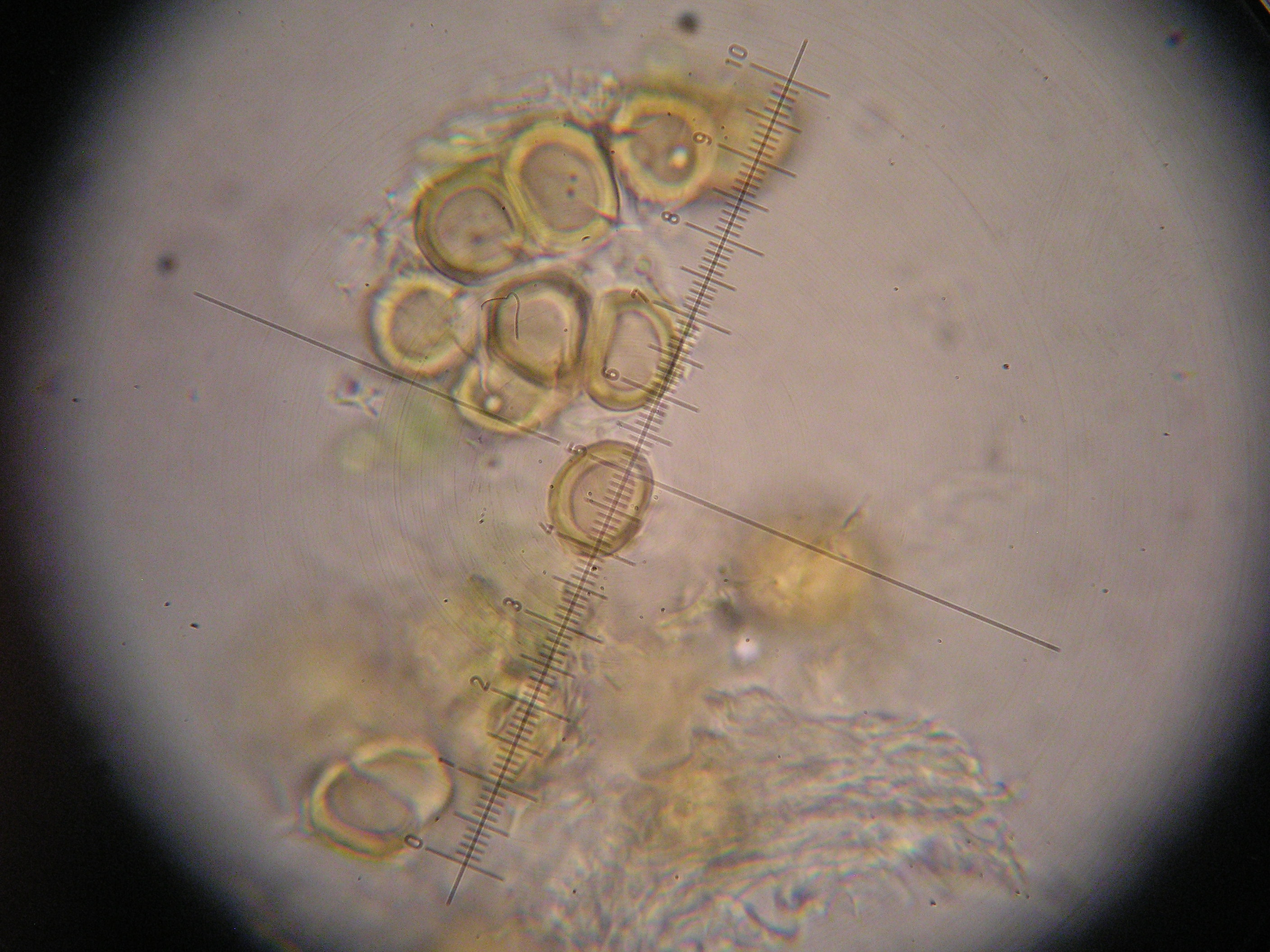
Uredosporen van Entyloma cosmi op cosmea (schaalverdeling in µm)
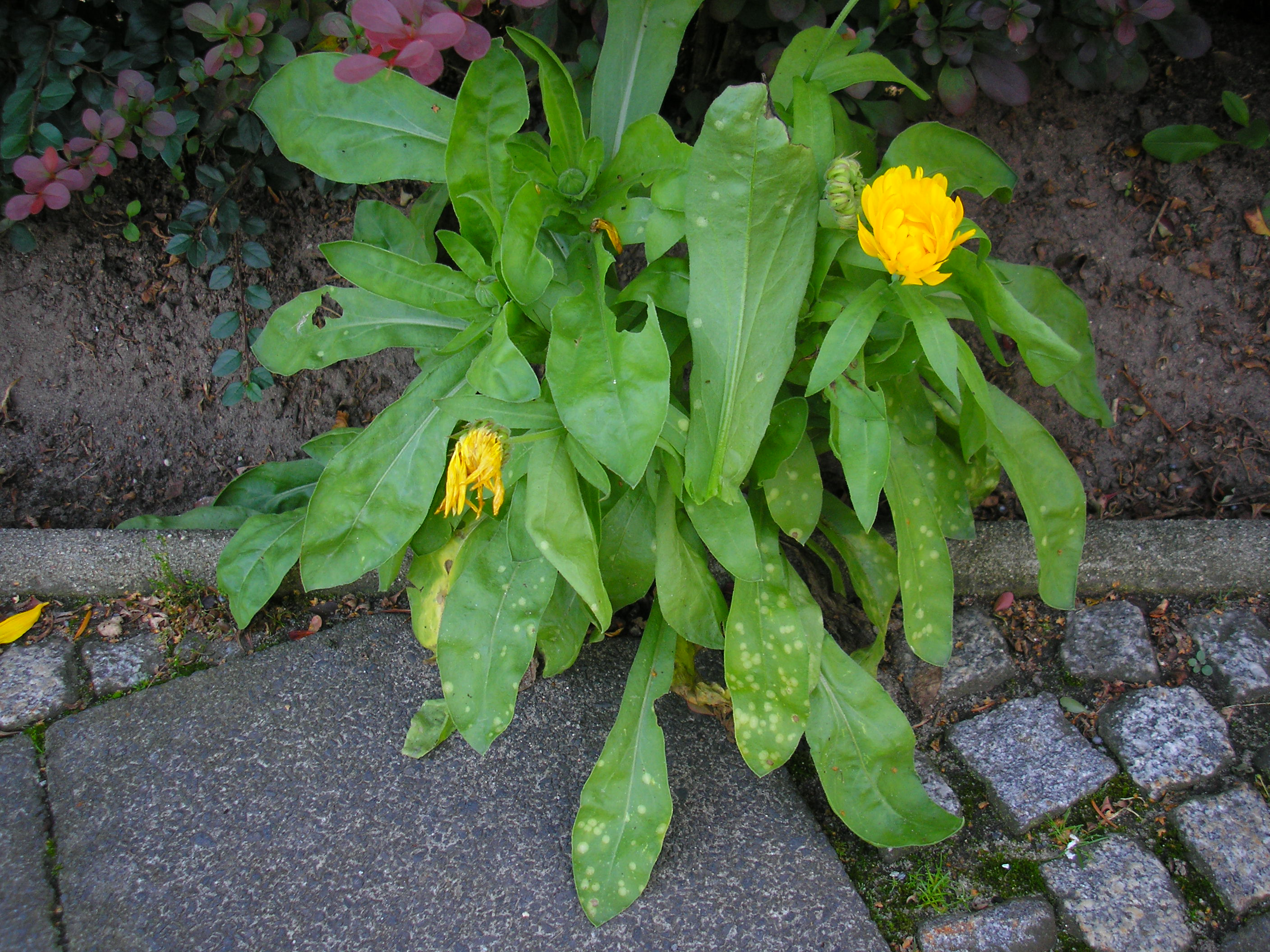
Entyloma calendulae op goudsbloem

## Soorten
Volgens Index Fungorum telt het geslacht 255 soorten (peildatum april 2023):
| Soortnaam                     | Auteur(s)                                             | Publicatiejaar |
| ----------------------------- | ----------------------------------------------------- | -------------- |
| Entyloma acanthocephali       | M.N. Kusnezowa                                        | 1960           |
| Entyloma achilleae            | Magnus                                                | 1900           |
| Entyloma aeschynomenis        | Vánky                                                 | 2002           |
| Entyloma ageratinae           | R.W. Barreto & H.C. Evans                             | 1988           |
| Entyloma agoseridis           | Zundel                                                | 1939           |
| Entyloma aldamae              | Vánky                                                 | 2004           |
| Entyloma alopecurivorum       | Lavrov                                                | 1938           |
| Entyloma amaranthi            | Mol.-Val.                                             | 1980           |
| Entyloma ambrosiae-maritimae  | Rayss                                                 | 1952           |
| Entyloma ameghinoi            | Speg.                                                 | 1902           |
| Entyloma antennariae          | Liro                                                  | 1939           |
| Entyloma aposeridis           | Jaap                                                  | 1908           |
| Entyloma aquaticum            | Lavrov                                                | 1951           |
| Entyloma arctothecae          | Vánky                                                 | 1983           |
| Entyloma arctotis             | Vánky                                                 | 2000           |
| Entyloma aristolochiae        | Sacc.                                                 | 1915           |
| Entyloma armoraciae           | Cif.                                                  | 1963           |
| Entyloma arnaudianum          | (Cif.) Vánky                                          | 2009           |
| Entyloma arnicale             | Ellis & Everh.                                        | 1895           |
| Entyloma asterisci-maritimi   | Vánky                                                 | 1988           |
| Entyloma asteris-sericei      | Zundel                                                | 1942           |
| Entyloma atlanticum           | Massenot                                              | 1958           |
| Entyloma australe             | Speg.                                                 | 1880           |
| Entyloma bavaricum            | Syd.                                                  | 1924           |
| Entyloma belangeri            | Boekhout, C. Richt. & Yurkov                          | 2019           |
| Entyloma bellidiastri         | Maire                                                 | 1907           |
| Entyloma bellidis             | Krieg.                                                | 1899           |
| Entyloma bergeniae            | Vánky & Döbbeler                                      | 2005           |
| Entyloma betiphilum           | Bubák                                                 | 1901           |
| Entyloma boraginis            | Cif.                                                  | 1924           |
| Entyloma bracteanthae         | Vánky                                                 | 1997           |
| Entyloma browalliae           | Syd.                                                  | 1925           |
| Entyloma bullosum             | (Sacc.) J. Kruse, M. Lutz, Piatek & Thines            | 2018           |
| Entyloma bullulum             | Cif.                                                  | 1933           |
| Entyloma bupleuri             | Lindr.                                                | 1904           |
| Entyloma calceolariae         | Lagerh.                                               | 1891           |
| Entyloma calendulae           | (Oudem.) de Bary                                      | 1874           |
| Entyloma californiense        | K.G. Savchenko & Carris                               | 2017           |
| Entyloma carmeli              | Savchenko, Carris, Castl., V.P. Heluta, Wasser & Nevo | 2014           |
| Entyloma castillejae          | T. Denchev, Denchev & R.G. Shivas                     | 2013           |
| Entyloma catananches          | Cif.                                                  | 1938           |
| Entyloma catananchis          | Cif. ex Vánky                                         | 1988           |
| Entyloma ceratocephali        | Annal.                                                | 1975           |
| Entyloma chaenorhini          | Sousa da Câmara & A.T. Vasconc.                       | 1953           |
| Entyloma chelidonii           | Cif.                                                  | 1924           |
| Entyloma chilense             | Speg.                                                 | 1925           |
| Entyloma chrysosplenii        | J. Schröt.                                            | 1877           |
| Entyloma cichorii             | Wróbl.                                                | 1913           |
| Entyloma circaeae             | Dearn.                                                | 1939           |
| Entyloma cissigenum           | Henn.                                                 | 1895           |
| Entyloma clintonianum         | Zundel & Dunlap                                       | 1939           |
| Entyloma collinsiae           | Harkn.                                                | 1884           |
| Entyloma comaclinii           | M. Piepenbr.                                          | 1996           |
| Entyloma commelinae           | Vienn.-Bourg.                                         | 1963           |
| Entyloma compositarum         | Farl. ex G.P. Clinton                                 | 1902           |
| Entyloma convolvuli           | Bres.                                                 | 1905           |
| Entyloma coreopsidis          | Vánky                                                 | 2002           |
| Entyloma corydalis            | de Bary                                               | 1874           |
| Entyloma cosmi                | Vánky, Horita & Jage                                  | 2005           |
| Entyloma costaricense         | Cif.                                                  | 1933           |
| Entyloma crepidicola          | Trotter                                               | 1908           |
| Entyloma crepidis             | Kawecka-Starm.                                        | 1939           |
| Entyloma crepidis-rubrae      | (Jaap) Liro                                           | 1938           |
| Entyloma crepidis-tectori     | Piatek                                                | 2006           |
| Entyloma cynoglossi           | Savul. & Rayss                                        | 1935           |
| Entyloma cynosuri             | Gonz. Frag. & Cif.                                    | 1925           |
| Entyloma cyperi               | S. Ahmad                                              | 1961           |
| Entyloma dahliae              | Syd. & P. Syd.                                        | 1912           |
| Entyloma davenportii          | Yurkov, C. Richt. & Boekhout                          | 2019           |
| Entyloma davisii              | Cif.                                                  | 1928           |
| Entyloma debonianum           | Sacc.                                                 | 1913           |
| Entyloma deliliae             | Vánky, Döbbeler & U. Braun                            | 1992           |
| Entyloma deschampsiae         | Liro                                                  | 1939           |
| Entyloma diastateae           | M. Piepenbr.                                          | 1996           |
| Entyloma doebbeleri           | M. Piepenbr.                                          | 1995           |
| Entyloma dubium               | Cif.                                                  | 1924           |
| Entyloma eburneum             | (J. Schröt.) J. Kruse, M. Lutz, Piatek & Thines       | 2018           |
| Entyloma echinaceae           | Vánky & McKenzie                                      | 2002           |
| Entyloma echinopis            | Schwarzman                                            | 1960           |
| Entyloma ecuadorense          | Syd.                                                  | 1939           |
| Entyloma ellisii              | Halst.                                                | 1890           |
| Entyloma elstari              | Yurkov, Boekhout & C. Richt.                          | 2019           |
| Entyloma eranthidis           | T. Denchev, Denchev, Kemler & Begerow                 | 2021           |
| Entyloma erigerontis          | Syd. & P. Syd. ex Cif.                                | 1928           |
| Entyloma erodianum            | Sacc.                                                 | 1915           |
| Entyloma erodii               | Vánky                                                 | 1991           |
| Entyloma eryngii              | (Corda) de Bary                                       | 1874           |
| Entyloma eryngii-alpini       | Vánky                                                 | 2009           |
| Entyloma eryngii-cretici      | Savchenko, Carris, Castl., V.P. Heluta, Wasser & Nevo | 2014           |
| Entyloma eryngii-dichotomi    | Maire                                                 | 1917           |
| Entyloma eryngii-maritimi     | Savchenko, Carris, Castl., V.P. Heluta, Wasser & Nevo | 2014           |
| Entyloma eryngii-plani        | Cif.                                                  | 1924           |
| Entyloma eryngii-tricuspidati | Maire                                                 | 1919           |
| Entyloma eschscholziae        | Harkn.                                                | 1884           |
| Entyloma espinosae            | Unamuno                                               | 1940           |
| Entyloma eugeniarum           | Cooke & Massee                                        | 1891           |
| Entyloma farisii              | Cif.                                                  | 1928           |
| Entyloma fergussonii          | (Berk. & Broome) Plowr.                               | 1889           |
| Entyloma feurichii            | Krieg.                                                | 1905           |
| Entyloma ficariae             | A.A. Fisch. Waldh.                                    | 1877           |
| Entyloma fimbriatum           | G.W. Fisch.                                           | 1952           |
| Entyloma flavoluteum          | K.G. Savchenko & Carris                               | 2017           |
| Entyloma flavum               | Cif.                                                  | 1924           |
| Entyloma floerkeae            | Holw.                                                 | 1898           |
| Entyloma fragosoi             | Cif.                                                  | 1925           |
| Entyloma frondosa             | Vánky                                                 | 2003           |
| Entyloma fumariae             | J. Schröt.                                            | 1884           |
| Entyloma fuscum               | J. Schröt.                                            | 1877           |
| Entyloma gaillardiae          | (Speg.) Speg.                                         | 1925           |
| Entyloma gaillardianum        | Vánky                                                 | 1982           |
| Entyloma galinsogae           | Syd. & P. Syd.                                        | 1915           |
| Entyloma garcilassae          | Syd.                                                  | 1939           |
| Entyloma garhadioli           | Golovin                                               | 1950           |
| Entyloma gaudiniae            | Vienn.-Bourg. ex Cif.                                 | 1963           |
| Entyloma geranti              | M.N. Kusnezowa                                        | 1960           |
| Entyloma gibbum               | (Fuckel) Rossman & Castl.                             | 2016           |
| Entyloma globigenum           | Thirum. & Safeeulla                                   | 1951           |
| Entyloma glyceriae            | Gonz. Frag.                                           | 1924           |
| Entyloma grampiansis          | Vánky & R.G. Shivas                                   | 2003           |
| Entyloma gratiolae            | (Davis) Cif.                                          | 1928           |
| Entyloma guaraniticum         | Speg.                                                 | 1884           |
| Entyloma guizotiae            | Vánky                                                 | 2004           |
| Entyloma helianthi            | Piatek, M. Lutz & Roon.-Lath.                         | 2017           |
| Entyloma helosciadii          | Magnus                                                | 1882           |
| Entyloma henningsianum        | Syd. & P. Syd.                                        | 1900           |
| Entyloma heterothecae         | Vánky                                                 | 2007           |
| Entyloma hieracii             | Syd. & P. Syd.                                        | 1924           |
| Entyloma hieroense            | Har. & Pat.                                           | 1904           |
| Entyloma ho-chunkii           | Savchenko, Carris, Castl., V.P. Heluta, Wasser & Nevo | 2014           |
| Entyloma holwayi              | P. Syd.                                               | 1897           |
| Entyloma hydrocotyles         | Speg.                                                 | 1898           |
| Entyloma hypecoi              | Annal.                                                | 1975           |
| Entyloma hypochaeridis        | Speg.                                                 | 1909           |
| Entyloma jaegeriae            | Syd.                                                  | 1939           |
| Entyloma jolantae             | J. Kruse, M. Lutz, Piatek & Thines                    | 2018           |
| Entyloma kazachstanicum       | Schwarzman                                            | 1960           |
| Entyloma khandalense          | M.S. Patil & Gandhe                                   | 1997           |
| Entyloma klenkei              | J. Kruse, M. Lutz, Piatek & Thines                    | 2018           |
| Entyloma kochmanii            | J. Kruse, M. Lutz, Piatek & Thines                    | 2018           |
| Entyloma korshinskyi          | Lavrov                                                | 1937           |
| Entyloma kundmanniae          | Malençon & Massenot                                   | 1969           |
| Entyloma lagerheimianum       | Liro                                                  | 1935           |
| Entyloma lagerheimii          | Cif.                                                  | 1924           |
| Entyloma lagoeciae            | J. Kruse & Thines                                     | 2018           |
| Entyloma lapponicum           | Liro                                                  | 1935           |
| Entyloma lavrovianum          | Schwarzman                                            | 1960           |
| Entyloma leontices            | Savul.                                                | 1931           |
| Entyloma leucanthemi          | Syd. & P. Syd.                                        | 1903           |
| Entyloma leucomaculans        | H.H. Hume                                             | 1902           |
| Entyloma linariae             | J. Schröt.                                            | 1877           |
| Entyloma lini                 | Oudem.                                                | 1904           |
| Entyloma lithophragmatis      | G.W. Fisch. & C.G. Shaw                               | 1952           |
| Entyloma lobeliae             | Farl.                                                 | 1883           |
| Entyloma ludwigianum          | Syd.                                                  | 1932           |
| Entyloma madiae               | Cif.                                                  | 1924           |
| Entyloma magnusii             | (Ule) G. Winter                                       | 1884           |
| Entyloma magocsyanum          | Bubák                                                 | 1907           |
| Entyloma maireanum            | Cif.                                                  | 1924           |
| Entyloma majewskii            | Vánky & M. Lutz                                       | 2010           |
| Entyloma marocanum            | Maire                                                 | 1937           |
| Entyloma martindalei          | (Ellis) Piatek                                        | 2005           |
| Entyloma matricariae          | Rostr.                                                | 1884           |
| Entyloma meconopsidis         | Durrieu                                               | 1957           |
| Entyloma medicaginis          | Vánky                                                 | 2002           |
| Entyloma mediterraneum        | Syd. & P. Syd.                                        | 1924           |
| Entyloma meliloti             | McAlpine                                              | 1910           |
| Entyloma menispermi           | Farl. & Trel.                                         | 1883           |
| Entyloma microsporum          | (Unger) J. Schröt.                                    | 1874           |
| Entyloma moniliferum          | A.G. Eliasson                                         | 1915           |
| Entyloma montis-rainieri      | G.W. Fisch. & W.B. Cooke                              | 1952           |
| Entyloma mundkurii            | M.S. Patil & Gandhe                                   | 1997           |
| Entyloma myosuri              | Syd.                                                  | 1924           |
| Entyloma mysorense            | Thirum.                                               | 1950           |
| Entyloma nephrolepidis        | Racib.                                                | 1900           |
| Entyloma nierenbergiae        | Lagerh.                                               | 1891           |
| Entyloma nigellae             | Cif.                                                  | 1924           |
| Entyloma novae-zelandiae      | McKenzie & Vánky                                      | 1995           |
| Entyloma nubilum              | Liro                                                  | 1939           |
| Entyloma obionum              | Speg.                                                 | 1912           |
| Entyloma occultum             | Cif.                                                  | 1928           |
| Entyloma oenanthes            | Maire                                                 | 1903           |
| Entyloma pammelii             | H.H. Hume                                             | 1902           |
| Entyloma paradoxum            | Syd. & P. Syd.                                        | 1913           |
| Entyloma parietariae          | Rayss                                                 | 1952           |
| Entyloma parthenii            | Syd.                                                  | 1924           |
| Entyloma pastinacae           | Jaap                                                  | 1916           |
| Entyloma pavlovii             | Schwarzman                                            | 1960           |
| Entyloma peninsulae           | Crowell                                               | 1942           |
| Entyloma peregrinum           | Speg.                                                 | 1909           |
| Entyloma petuniae             | Speg.                                                 | 1909           |
| Entyloma peullense            | J.C. Lindq.                                           | 1960           |
| Entyloma phalaridis           | Speg.                                                 | 1912           |
| Entyloma picridis             | Rostr.                                                | 1877           |
| Entyloma piepenbringiae       | J. Kruse, M. Lutz, Piatek & Thines                    | 2018           |
| Entyloma plantaginis          | A. Blytt                                              | 1896           |
| Entyloma poae                 | Liro                                                  | 1939           |
| Entyloma podospermi           | Unamuno & Cif.                                        | 1933           |
| Entyloma polygoni-amphibii    | Savul.                                                | 1940           |
| Entyloma polygoni-punctati    | Cif.                                                  | 1928           |
| Entyloma polypogonis          | Vienn.-Bourg.                                         | 1937           |
| Entyloma polysporum           | (Peck) Farl.                                          | 1883           |
| Entyloma primulae             | Murashk.                                              | 1927           |
| Entyloma pustulosum           | Sacc. & Fautrey                                       | 1900           |
| Entyloma randwijkense         | C. Richt., Boekhout & Yurkov                          | 2019           |
| Entyloma ranunculacearum      | Kochman                                               | 1936           |
| Entyloma ranunculi-repentis   | Sternon                                               | 1925           |
| Entyloma ranunculi-scelerati  | Kochman                                               | 1936           |
| Entyloma ranunculorum         | Liro                                                  | 1939           |
| Entyloma rhagadioli           | Pass. ex A.A. Fisch. Waldh.                           | 1877           |
| Entyloma saccardoanum         | Scalia ex Cif.                                        | 1924           |
| Entyloma saniculae            | Peck                                                  | 1885           |
| Entyloma savchenkoi           | J. Kruse, M. Lutz, Piatek & Thines                    | 2018           |
| Entyloma scalianum            | Cif.                                                  | 1924           |
| Entyloma scandicis            | Savchenko, Carris, Castl., V.P. Heluta, Wasser & Nevo | 2016           |
| Entyloma semenoviana          | (Lavrov) Gutner                                       | 1941           |
| Entyloma serotinum            | J. Schröt.                                            | 1877           |
| Entyloma sidae-rhombifoliae   | Cif.                                                  | 1928           |
| Entyloma siegesbeckiae        | Vánky                                                 | 2004           |
| Entyloma sonchi               | Vánky                                                 | 1983           |
| Entyloma speciosum            | J. Schröt. & Henn.                                    | 1896           |
| Entyloma spectabile           | P. Karst.                                             | 1905           |
| Entyloma spegazzinii          | Sacc. & P. Syd.                                       | 1902           |
| Entyloma spilanthis           | Speg.                                                 | 1909           |
| Entyloma sporoboli            | E. Castell. & Graniti                                 | 1950           |
| Entyloma spragueanum          | Zundel                                                | 1942           |
| Entyloma tagetesium           | Zundel                                                | 1945           |
| Entyloma tanaceti             | Syd.                                                  | 1936           |
| Entyloma taraxaci             | Vánky                                                 | 1983           |
| Entyloma terrieri             | Mayor                                                 | 1957           |
| Entyloma thalictri            | J. Schröt.                                            | 1887           |
| Entyloma thielii              | J. Kruse, M. Lutz, Piatek & Thines                    | 2018           |
| Entyloma thirumalacharii      | Pavgi & R.A. Singh                                    | 1967           |
| Entyloma tichomirovii         | Shkarupa                                              | 1981           |
| Entyloma tolpidis             | Unamuno                                               | 1930           |
| Entyloma tomilinii            | Annal.                                                | 1981           |
| Entyloma tozziae              | Heinricher                                            | 1901           |
| Entyloma trigonellae          | J.A. Stev.                                            | 1946           |
| Entyloma uliginis             | Speg.                                                 | 1925           |
| Entyloma unamunoi             | Cif.                                                  | 1925           |
| Entyloma urocystoides         | Bubák                                                 | 1912           |
| Entyloma variabile            | Cif.                                                  | 1963           |
| Entyloma veronicae            | (Halst.) Lagerh.                                      | 1891           |
| Entyloma verruculosum         | A.A. Fisch. Waldh.                                    | 1877           |
| Entyloma vignae               | Bat., J.L. Bezerra, Da Ponte & I. Vasconc.            | 1966           |
| Entyloma violae               | T. Denchev, Denchev & R.G. Shivas                     | 2013           |
| Entyloma vulpiae              | Massenot                                              | 1960           |
| Entyloma winteri              | Linh.                                                 | 1883           |
| Entyloma wisconsiniense       | Cif.                                                  | 1928           |
| Entyloma wroblewskii          | Kochman                                               | 1934           |
| Entyloma wyomingense          | Zundel                                                | 1944           |
| Entyloma xanthii              | C. Massal. ex Sacc.                                   | 1913           |
| Entyloma xauense              | Unamuno                                               | 1940           |
| Entyloma zacintha             | Vánky                                                 | 1990           |
| Entyloma zinniae              | Syd.                                                  | 1935           |
| Entyloma zsakii               | Moesz                                                 | 1930           |